# Eupithecia roseocinnamomaria
Eupithecia roseocinnamomaria là một loài bướm đêm trong họ Geometridae.